# Bandera de Cleveland
La bandera de Cleveland sirve como estandarte representativo de la ciudad de Cleveland, Ohio, Estados Unidos. La bandera fue diseñada por Susan Hepburn, graduada de la escuela de arte local, y fue adoptada oficialmente como bandera municipal por el Ayuntamiento de Cleveland el 21 de octubre de 1895, con la ordenanza sobre la bandera adoptada el 24 de febrero de 1896.

## Historia
La idea de una bandera de Cleveland fue propuesta por primera vez por el periodista neoyorquino Julian Ralph en una entrevista en el Hotel Hollenden con el reportero de The Plain Dealer William Stokely Lloydon el 24 de abril de 1895.

## Diseño
Está formada por tres franjas verticales, de igual tamaño, roja al asta, azul al batiente y blanca la del centro. En el medio de la franja blanca, incluye un logotipo que asemeja un escudo en forma simplificada, con la palabra «Cleveland», y el año de fundación de la ciudad, 1796, en rojo, rodeado por una corona de laurel. El contorno de la mitad inferior del escudo está en rojo y el superior en azul. En la esquina superior izquierda del escudo aparecen un yunque, un martillo y una rueda, y en la esquina superior derecha un ancla, y unos remos. Bajo el escudo, aparece el lema de la ciudad, Progress and Prosperity (Progreso y Prosperidad).